# Den Danske Mercurius

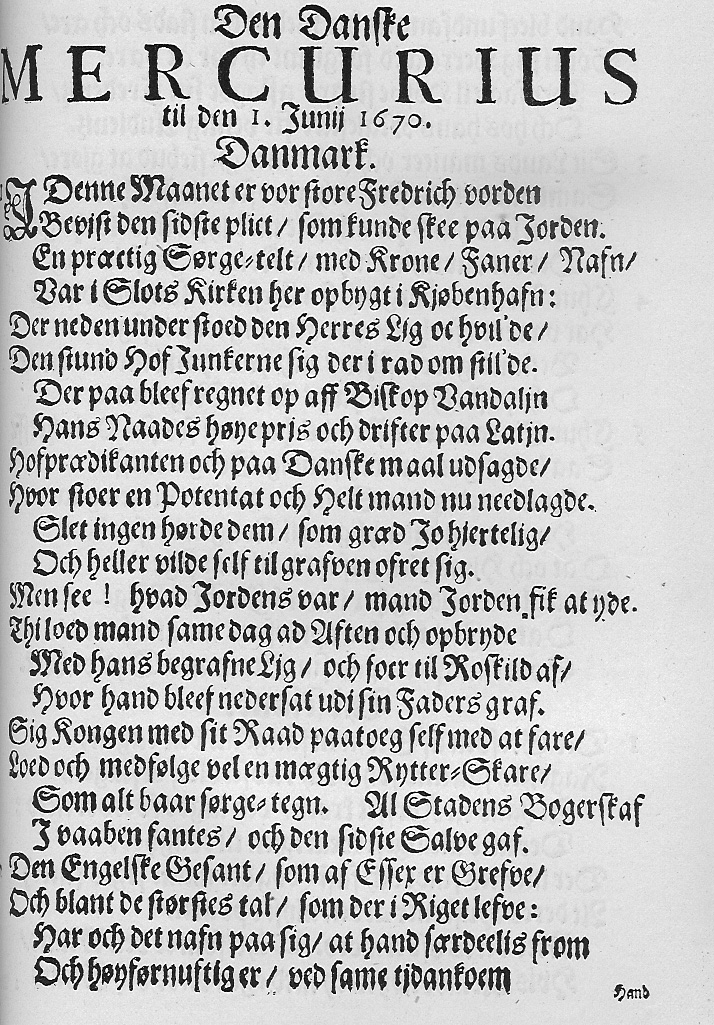
De editie van de Den Danske Mercurius van 1 juli 1670

Den Danske Mercurius was een Deense krant op rijm uit de 17e eeuw. 

## Geschiedenis
De krant werd uitgegeven door Anders Bording, in opdracht van de Deense koning Frederik III. Het eerste nummer verscheen op 1 augustus 1666. De uitgave van de krant vormde een keerpunt in de geschiedenis van de Deense journalistiek.
De krant verscheen van 1666 tot 1677 maandelijks op twee pagina's quartoformaat en bevatte zowel binnenlands als internationaal nieuws, geschreven in de vorm van alexandrijnen, en commentaar in de vorm van korte gedichten. Bij de binnenlandse berichten ging de meeste aandacht uit naar het het Deense koninklijke hof, maar ook vele andere onderwerpen werden behandeld, zoals de aankomst van buitenlandse diplomaten, benoemingen, bijzondere meteorologische verschijnselen en branden.
De naam van de krant verwees naar de Romeinse god van de handel, Mercurius, en was al eerder gebruikt voor buitenlandse kranten zoals de Mercure François (1605). De vorm van de Deense krant was echter een imitatie van de in dichtvorm geschreven La muze historique, die de Franse dichter Jean Loret vanaf 1650 tot zijn dood in 1665 schreef voor mademoiselle van Longueville, de latere hertogin van Nemours.
Na Bordings dood in 1677 werd de krant nog veertien jaar lang uitgegeven door Jesper Als en Ahasverus Bartholin. In 1691 werd de publicatie gestaakt.

## Analyses
Omdat De Danske Mercurius zowel door zijn vorm als zijn verschijningsfrequentie afwijkt van hedendaagse kranten, is de vraag gerezen of hier wel van een echte krant kon worden gesproken. De wetenschapper Paul Ries, die meerdere uitgaven van Den Danske Mercurius heeft bezorgd, kwam op basis van een analyse van de inhoud tot de conclusie dat dit het geval was. In zijn artikel The politics of information in seventeenth-century Scandinavia stelt hij:

Terwijl de vorm de belangrijkste reden is geweest om het niet als een echte regelmatig verschijnende krant te beschouwen, bevestigt een analyse van de inhoud dat het er een was, zij het een zeer speciale (…). In feite zou het moeilijk, zo niet onmogelijk, zijn om in het toenmalige Europa een andere regelmatig verschijnende krant te vinden die zo prominent een vergelijkbare hoeveelheid nationaal nieuws bracht."

Lijst van alle dagbladen